# NGC 7391
NGC 7391 is een elliptisch sterrenstelsel in het sterrenbeeld Waterman. Het hemelobject werd op 1 oktober 1785 ontdekt door de Duits-Britse astronoom William Herschel.

## Synoniemen
- UGC 12211
- MCG 0-58-6
- ZWG 379.8
- PGC 69847